# Marie Marguerite Caiani
Marie Marguerite Caiani (Poggio a Caiano, 2 novembre 1863 - Florence, 8 août 1921) est une religieuse italienne fondatrice des franciscaines minimes du Sacré-Cœur et reconnue bienheureuse par l'Église catholique.

## Biographie
Marie Anne Rose Caiani naît le 2 novembre 1863 ; son père Jacopo, est forgeron à la villa médicéenne de Poggio a Caiano. Elle s'occupe et soigne son frère cadet, Gustavo, malade pendant sept ans à la suite d'une fracture de la hanche, jusqu'à ce qu'il meure à 11 ans. Elle a alors 16 ans et commence à aider les malades du pays. Quelques années plus tard, c'est la mort subite de son père qui l'incite à aider son frère Osea dans un bureau de tabac pour subvenir au besoin de la famille. Six ans plus tard, sa mère Louise meurt aussi et Marie Anne se retrouve seule car ses frères sont déjà tous mariés.
C'est précisément dans cette soudaine solitude qu'elle trouve sa vocation. Après une expérience dans le monastère bénédictin de Pistoia, elle comprend qu'elle n'est pas faite pour la vie monastique et que sa place est parmi ceux qui sont dans le besoin. Elle retourne à Poggio a Caiano, où elle commence la vie commune avec d'autres compagnes ; elles n'ont qu'une petite pièce qui sert d'école aux enfants du village. Le 15 décembre 1902, elle reçoit l'habit religieux avec cinq autres jeunes filles et prend le nom de Marie Marguerite en hommage à Marguerite-Marie Alacoque. Le 17 octobre 1905, elle fait sa première profession religieuse avec cinq autres sœurs et appelle sa nouvelle famille institut des minimes du sacré-cœur du tiers-ordre franciscain.
Bientôt le travail de sœur Marguerite recueille la sympathie, et les religieuses sont de plus en plus demandés pour servir dans d'autres lieues ; la communauté s'élargit et en 1910, la première filiale est ouverte à Lastra a Signa pour gérer une école maternelle. Dans les années suivantes de nouvelles maisons sont ouvertes, la mère s'émeut toujours, car pour elle l'œuvre de Dieu, à travers ses filles, devient efficace. Elle soutient et encourage les sœurs par la prière et par diverses lettres où elle témoigne de sa foi animée par l'amour du Cœur du Christ. Lors de la Première Guerre mondiale, face à l'urgence du conflit, Mère Caiani se met en pleine disponibilité plaçant les besoins des blessés devant les besoins de l'institut. Les religieuses y compris les postulantes, servent dans plusieurs hôpitaux toscans.
Le 8 août 1921, Mère Marguerite meurt à Florence à l'âge de 58 ans. Le 1er juillet 1952, commence le procès pour la cause de béatification. Elle est reconnue vénérable le 5 juin 1986 par Jean-Paul II et béatifiée par le même pape le 23 avril 1989. Son corps repose dans la chapelle de l'institut de Poggio a Caiano.